# Даленбак, Чарльз
Чарльз (англ. Charles) или Чак Даленбак (англ. Chuck Daellenbach) ― американско-канадский тубист и музыкальный педагог, бессменный участник брасс-квинтета Canadian Brass с момента основания ансамбля.

## Биография
Чарльз Даленбак родился в семье потомственных музыкантов немецко-швейцарского происхождения. Его детство прошло в городке Райнлендер в штате Висконсин. Первым педагогом Чака Даленбака стал отец музыканта, игравший на нескольких музыкальных инструментах и руководивший школьным оркестром. Вначале Даленбак учился играть на трубе, потом на тромбоне, и лишь после этого перешёл на тубу. Профессиональное музыкальное образование он получил в Истменовской школе музыки в Рочестере. Получив степень доктора философии в возрасте 25 лет, Даленбак переехал в Канаду и начал преподавать в Торонтском университете.
В 1970 году Чарльз Даленбак совместно с трубачом Стюартом Лафтоном и тромбонистом Юджином Уоттсом основал брасс-квинтет Canadian Brass, ставший впоследствии одним из наиболее известных медных духовых ансамблей мира. После ухода Юджина Уоттса в 2010 году, Даленбак является единственным участником этого коллектива, бессменно выступающим в составе ансамбля в течение уже более чем сорока лет, несмотря на ротацию остального состава музыкантов. Кроме того, он — президент звукозаписывающей компании Opening Day Entertainment Group, некоторые записи которой были награждены канадской национальной премией «Джуно».
Чарльз Даленбак проживает в Торонто со своей супругой Мэри Бет и двумя сыновьями.